# António Júlio de Castro Fernandes
António Júlio de Castro Fernandes GCC (Lisboa, 2 de Junho de 1903 — Lisboa, 1975) foi um economista, banqueiro, político e ideólogo do corporativismo português.
Esteve ligado aos sectores da extrema-direita portuguesa no período da transição para o Estado Novo e foi um dos mais activos propagandistas do corporativismo fascista. Foi dirigente da Cruzada Nacional Nun’Álvares nos últimos anos da Primeira República Portuguesa e um dos fundadores do Movimento Nacional-Sindicalista (1932). Aderiu à Revolução Nacional, e entre muitas outras funções de relevo, foi Subsecretário de Estado das Corporações e Previdência Social (1944 a 1948) e Ministro da Economia (1948 a 1950) do governo de Oliveira Salazar, presidente da Comissão Executiva da União Nacional (1958 a 1961 e 1965 a 1968), deputado à Assembleia Nacional e procurador à Câmara Corporativa. Dedicou-se à banca, tendo sido administrador do Banco Nacional Ultramarino.

## Biografia
Licenciado em Economia pelo Instituto Superior de Ciências Económicas e Financeiras de Lisboa da Universidade Técnica de Lisboa., foi durante a juventude um dos mais proeminentes aderentes das ideologias totalitárias de extrema-direita do seu tempo.
Aderiu ao ideário da Revolução Nacional e, com o apoio de Oliveira Salazar, estagiou em Itália, antes da Segunda Guerra Mundial, onde estudou os métodos corporativos fascistas. Foi acompanhado no seu estágio por Tullio Cianetti, então Ministro dos Sindicatos do Governo de Benito Mussolini e membro do Grande Conselho Fascista, de quem se tornaria grande amigo e, no seu próprio dizer, irmão.
Filiado e dirigente da União Nacional, do seu estágio resultou a obra O Corporativismo Fascista, editada em 1938, iniciando um percurso no sistema corporativo que moldaria a sua carreira. Foi procurador à Câmara Corporativa (I, VII, VIII, X e XI legislaturas), deputado, Subsecretário de Estado das Corporações e Previdência Social (1944-1948), Ministro da Economia (1948-1950) e administrador, vice-governador e governador do Banco Nacional Ultramarino (1951-1974).
Em 26 de Agosto de 1950 foi agraciado com a Grã-Cruz da Ordem Militar de Nosso Senhor Jesus Cristo.
Foi presidente da Assembleia Geral do Clube de Futebol Os Belenenses entre 1962 e 1964..

## Obras publicadas
Deixou uma vasta obra dispersa por periódicos e por intervenções e discursos vários e por monografias diversas, entre as quais:
- Patronato e Sindicatos Nacionais, 1934
- Algumas Palavras, 1937
- O Corporativismo Fascista, 1938
- Temas Corporativos, 1944
- A Organização das Horas Livres, 1944
- Princípios Fundamentais da Organização Corporativa Portuguesa, 1944
- A Revolução Social Portuguesa, 1945
- Casas do Povo, 1945
- Enfrentando o Destino das Casas do Povo, 1947
- A Segurança dos Trabalhadores Através do Seguro Social, 1947
- A Presença de Portugal em África, 1960
- Três Ciprestes, 1971
- Arquivo, 1972
- Le Mouvement «Travail et Joie» au Portugal